# Железнодорожная Казарма 242 км
Железнодоро́жная Каза́рма 242 км, 242 км — посёлок в Алтайском крае России. Входит в городской округ город Барнаул. Административно подчинён Лебяжинской поселковой администрации Центрального района города Барнаула.

## География
Расположен в Барнаульском ленточному бору и фактически примыкает к селу Лебяжье.

## История
Посёлок возник благодаря строительству железнодорожной ветки Барнаул — Кулунда.

## Население
| 1997 | 1998 | 1999 | 2000 | 2001 | 2002 | 2003 | 2004 | 2005 | 2006 | 2007 | 2008 |
| ---- | ---- | ---- | ---- | ---- | ---- | ---- | ---- | ---- | ---- | ---- | ---- |
| 105  | ↘101 | ↗113 | ↗128 | →128 | ↘116 | ↗118 | ↘107 | ↗108 | ↗112 | ↘108 | →108 |
| 2009 | 2010 | 2011 | 2012 | 2013 |      |      |      |      |      |      |      |
| ↗112 | ↗114 | ↘112 | →112 | ↘110 |      |      |      |      |      |      |      |

Национальный состав
Согласно результатам переписи 2002 года, в национальной структуре населения русские составляли 99 % от 106 чел.

## Инфраструктура
Путевое хозяйство Западно-Сибирской железной дороги.
Все услуги жители остановочного пункта получают в ближайших населённых пунктах.

## Транспорт
242 км доступен автомобильным и железнодорожным транспортом.
В пешей доступности автодорога Калманка — Новороманово — Лебяжье (идентификационный номер 01 ОП РЗ 01К-59).
Остановочный пункт Лебяжье.